# Barry (chó)
Barry der Menschenretter (1800 - 1814), còn được gọi là Barry, là một con chó của một giống chó mà sau này được gọi là Chó St. Bernard đã thực hiện các công việc trong vai trò là một con chó cứu hộ núi ở Thụy Sĩ và Ý cho Great St Bernard Aidice. Nó là một con chó sinh ra trước thời kỳ của giống chó St. Bernard hiện đại, và có thể hình nhẹ hơn so với giống hiện đại. Nó được mô tả là con chó thuộc giống chó St. Bernard nổi tiếng nhất vì được ghi nhận là đã cứu hơn 40 mạng sống trong suốt cuộc đời, do đó tên của nó trong tiếng Đức là Menschenretter có nghĩa là "người giải cứu".
Truyền thuyết xung quanh việc Bary đã bị chết trong khi cố gắng giải cứu người; Tuy nhiên, điều này là không đúng sự thật. Barry đã nghỉ hưu và đến Bern, Thụy Sĩ và sau khi chết, thi thể của nó được chuyển đến chăm sóc tại Bảo tàng Lịch sử Tự nhiên Bern. Da của nó được bảo tồn thông qua phân loại mặc dù hộp sọ của đã được sửa đổi vào năm 1923 để phù hợp với tiêu chuẩn chó St Bernard của thời kỳ đó. Câu chuyện và tên của Barry đã được sử dụng trong các tác phẩm văn học, và một tượng đài cho ông đứng ở Cimetière des Chiens gần Paris. Tại nhà tế bần, một chú chó luôn được đặt tên là Barry để vinh danh ông; và kể từ năm 2004, Quỹ Barry du Grand Saint Bernard đã được thành lập để nhận trách nhiệm nuôi chó từ nhà tế bần.

## Qua đời
Tuy nhiên, truyền thuyết về cái chết của Barry không đúng sự thật. Sau mười hai năm phục vụ tại tu viện, Barry được một thầy tu đưa đến Bern, Thụy Sĩ để nó có thể sống hết phần đời còn lại. Barry qua đời ở tuổi 14. Cơ thể nó được chuyển vào tay Bảo tàng Lịch sử Tự nhiên Bern. Một cuộc triển lãm đặc biệt đã được tổ chức để vinh danh Bary tại bảo tàng để kỷ niệm sinh nhật lần thứ 200 của nó được tổ chức vào năm 2000.